# Macuura Kóicsiró
Macuura Kóicsiró (松浦晃一郎, nyugaton Koichiro Matsuura) (Tokió, 1937. szeptember 29. –) az UNESCO korábbi főigazgatója. Macuurát 1999-ben megválasztották egy hatéves ciklusra, majd 2005. október 12-én a XXIX. Közgyűlés reformját követően újraválasztották egy négyéves ciklusra.
Macuura a Tokiói Egyetem jogi karán és az amerikai Pennsylvania állam Haverford College közgazdasági karán végezte tanulmányait. Diplomata karrierjét 1959-ben kezdte. Macuura többek között volt a japán külügyminisztérium gazdasági együttműködési irodájának vezérigazgatója (1988), a japán külügyminisztérium észak-amerikai irodájának vezérigazgatója (1990) és japán külügyminiszter-helyettes (1992–1994).
1994 és 1999 között Japán franciaországi nagykövete volt. Egy évig az UNESCO világörökség Biztosságának volt az elnöke, majd 1999. november 12-én megválasztották az UNESCO kilencedik főigazgatójának.
2009-ben Budapesten a World Science Forum keretében a Magyar Tudományos Akadémián a Pro Cultura Hungarica díj kitüntetést kapta meg.

## Szakmai karrier
1999-től 2009-ig az UNESCO főigazgatója (hatéves ciklusra megválasztották 1999. november 12-én, majd 2005-ben újraválasztották). 1998–1999 között az UNESCO Világörökség Bizottsága elnöke. 1994–1999 között Japán nagykövete Franciaországban, illetve ezzel egyidőben Andorrában és Dzsibutiban. 1992–1994 között külügyminiszter-helyettes.
- 1990–1992: főigazgató, észak-amerikai osztály, japán külügyminisztérium
- 1988–1990: főigazgató, közgazdasági együttműködési osztály, japán külügyminisztérium
- 1985–1988: japán főkonzul Hongkongban
- 1982–1985: igazgató, külügyi osztály, japán külügyminisztérium, majd a külügyminiszteri hivatal főigazgató-helyettese
- 1980–1982: igazgató, segélyezéspolitikai alosztály, japán külügyminisztérium
- 1977–1980: tanácsos az amerikai japán nagykövetségen
- 1975–1977: igazgató, fejlesztéskooperációs alosztály, japán külügyminisztérium
- 1974–1975: igazgató az 1. számú észak-amerikai alosztályon (politikai ügyek), japán külügyminisztérium
- 1972–1974: több beosztás a központi adminisztrációnál, japán külügyminisztérium
- 1968–1972: másodtitkár, majd főtitkár, japán OECD delegáció, Párizs
- 1963–1968: több beosztás a központi adminisztrációnál, japán külügyminisztérium
- 1961–1963: harmadtitkár a ghánai japán nagykövetségen; más nyugat-afrikai országokba is akkreditált

## Oktatási karrier
- 1959–1961: közgazdasági kar, Haverford College, USA
- 1956–1959: jogi kar, Tokiói Egyetem
- 2006: tiszteletbeli doktori cím, University of Santo Tomas, Fülöp-szigetek

## Kiadványok
- 2004: Responding to the Challenges of the 21st Century – Válaszadás a XXI. század kihívásaira (angolul és franciául)
- 2003: Building the New UNESCO – Egy új UNESCO építése (angolul és franciául)
- 2002: A year of Transition – Egy átmeneti év (angolul és franciául)
- 1998: Japán diplomácia a XXI. század küszöbén (franciául)
- 1995: A japán-francia kapcsolatos perspektívái és fejlesztése (franciául)
- 1994: A G-7 csúcstalálkozó történelme és perspektívái (japánul)
- 1992: A japán-amerikai kapcsolatok történelme (japánul)
- 1990: A közgazdasági együttműködés diplomáciájának előterében (japánul)

## Díjai, kitüntetései
- A Magyar Érdemrend parancsnoki keresztje a csillaggal (2002)[5]
- Pro Cultura Hungarica díj (2009)[5]

## Külső hivatkozások
- UNESCO címlap (angolul)